# ハイハイ3人娘
『ハイハイ3人娘』（ハイハイさんにんむすめ）は、1963年1月29日に東宝系で公開された日本映画である。カラー。東宝スコープ。宝塚映画作品。
キャッチコピーは「チャオ! 若さいっぱいスパーク娘颯爽登場!」。

## 概要
『森永スパーク・ショー』（フジテレビ系列）で人気者となった中尾ミエ・伊東ゆかり・園まりの通称「スパーク3人娘」を主演とした、ミュージカル仕立ての青春映画。中尾の主演作『夢で逢いましょ』の佐伯幸三が監督を務め、3人娘の所属する渡辺プロからハナ肇とクレージーキャッツや田辺靖雄らが助演、更に宝塚映画常連の高島忠夫も出演する。またラウル・アペルが振り付けを担当する傍ら、自らが主催する「ラウル・アペル・ダンサーズ」も出演する。
なおクレージーが東宝映画で全員脇役で出演するのは本作が最後、また傍系作品に出演するのも本作が最後である。

## スタッフ
- 製作：杉原貞雄[1]
- 原作：川上宗薫（『先生・先輩・後輩』より）[2]
- 脚本：井手俊郎[1]
- 監督：佐伯幸三[1]
- 撮影：梁井潤[1]
- 音楽：平岡精二[1]
- 美術：小島基司[1]
- 照明：下村一夫[1]
- ショウ構成：渡邊晋[1]、平岡精二[1]
- 振付：ラウル・アペル

## 出演者
以下の役名と出演者名は東宝に従った。
- 間宮京子：中尾ミエ
- 天野千恵子：伊東ゆかり
- 江藤悠子：園まり
- 浦太一：高倉一志（スリーファンキーズ）
- 内村満春：長沢純（同上）
- 折口敬治：手塚しげお（同上）
- 間宮雅義：田辺靖雄
- 岡本和雄：夏洋一
- 飯田幸四郎：高島忠夫
- 間宮甲太郎：植木等（ハナ肇とクレージーキャッツ）
- 間宮房江：北川町子
- 間宮早苗：藤山陽子
- 天野清一郎：谷啓（ハナ肇とクレージーキャッツ）
- 江藤教頭：ハナ肇（同上）
- 大塚先生：江原達怡
- 山野辺先生：若林映子
- 先生A：犬塚弘（ハナ肇とクレージーキャッツ）
- 先生B：安田伸（同上）
- 先生C：桜井センリ（同上）
- 先生D：石橋エータロー（同上）
- ラウル・アペル・ダンサーズ

## 映像ソフト
2008年3月28日発売のDVD-BOX「植木等のゴクラク映画ボックス」に、『日本一の裏切り男』『日本一の断絶男』『若い季節／続・若い季節』と共に収録されている。2015年にレンタルを開始した。

## タイアップ
本作は『森永スパーク・ショー』の森永製菓がタイアップしており、天野家の食卓に「森永インスタントコーヒー・赤ラベル」が置いてあったり、学園祭に森永のアイスクリームストッカーが置いてあるなどのタイアップがなされている。また劇中では、中尾が見ているテレビで『スパーク・ショー』が放送されている（ただし新録）。

## CS放送
CS放送は、2007年11月にチャンネルNECO、2010年9月に日本映画専門チャンネルで、それぞれ放送された。

## 同時上映
『六本木の夜 愛して愛して』
- 原作：笹沢左保／脚本：田波靖男／監督：岩内克己／主演：中川ゆき